# Samuel Lütolf

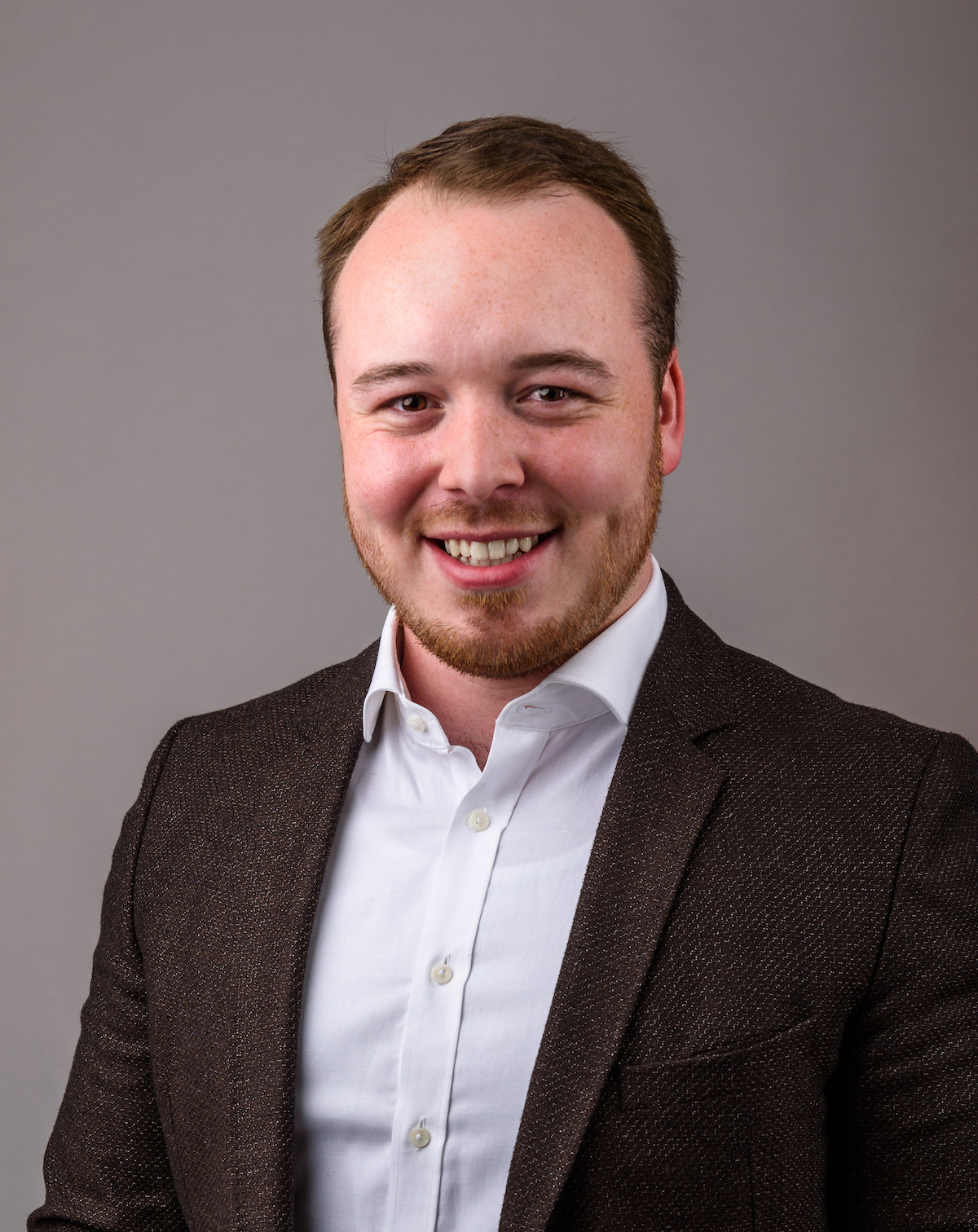
Samuel Lütolf (2019)

Samuel Lütolf (* 11. April 1997 in Küssnacht am Rigi) ist ein Schweizer Politiker (SVP) und Unternehmer.

## Leben und Beruf
Samuel Lütolf wuchs in Küssnacht am Rigi auf. Nach der obligatorischen Schule absolvierte er eine Lehre als Mediamatiker, welche er 2017  abschloss. Seit 2018 ist er Gesellschafter der openbyte GmbH, eines Dienstleistungsunternehmens im Bereich der Online-Kommunikation und IT.

## Politik
Lütolf ist Mitglied der SVP Küssnacht und amtet seit 2015 in deren Vorstand. 2019 wurde er zum Präsidenten der Jungen SVP des Kantons Schwyz gewählt. 2020 wurde Lütolf bei den Kantonsratswahlen des Kantons Schwyz mit 22 Jahren in den Kantonsrat gewählt.